# میمن‌سینگ
میمن‌سینگ (به لاتین: Mymensingh) یک شهر در بنگلادش است که در ناحیه میمن‌سینگ واقع شده‌است.

## خصوصیات
میمن‌سینگ ۳۱٫۷ کیلومترمربع مساحت و ۴۰۷٬۷۹۸ نفر جمعیت دارد و ۱۹ متر بالاتر از سطح دریا واقع شده‌است.

## نگارخانه

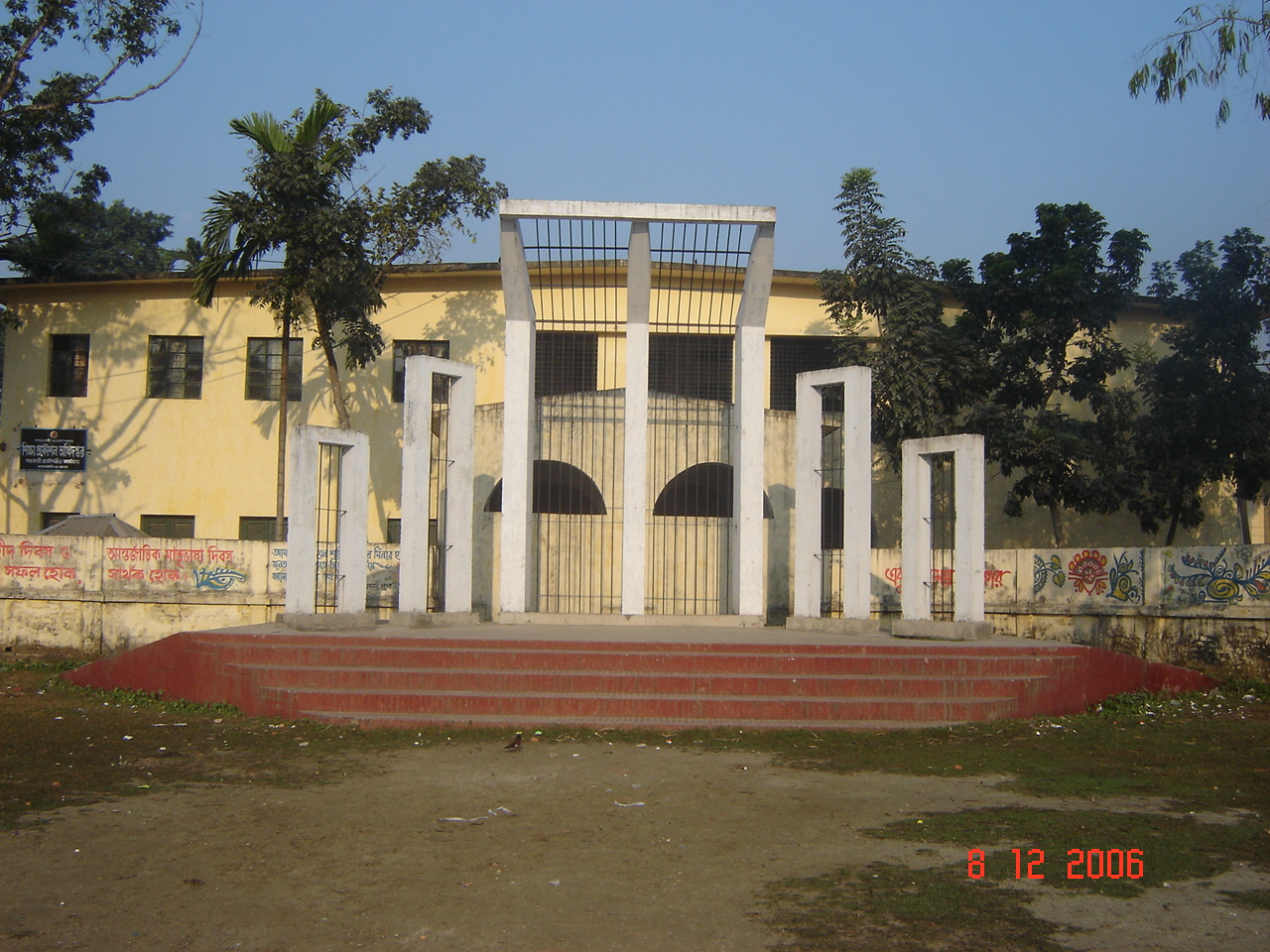
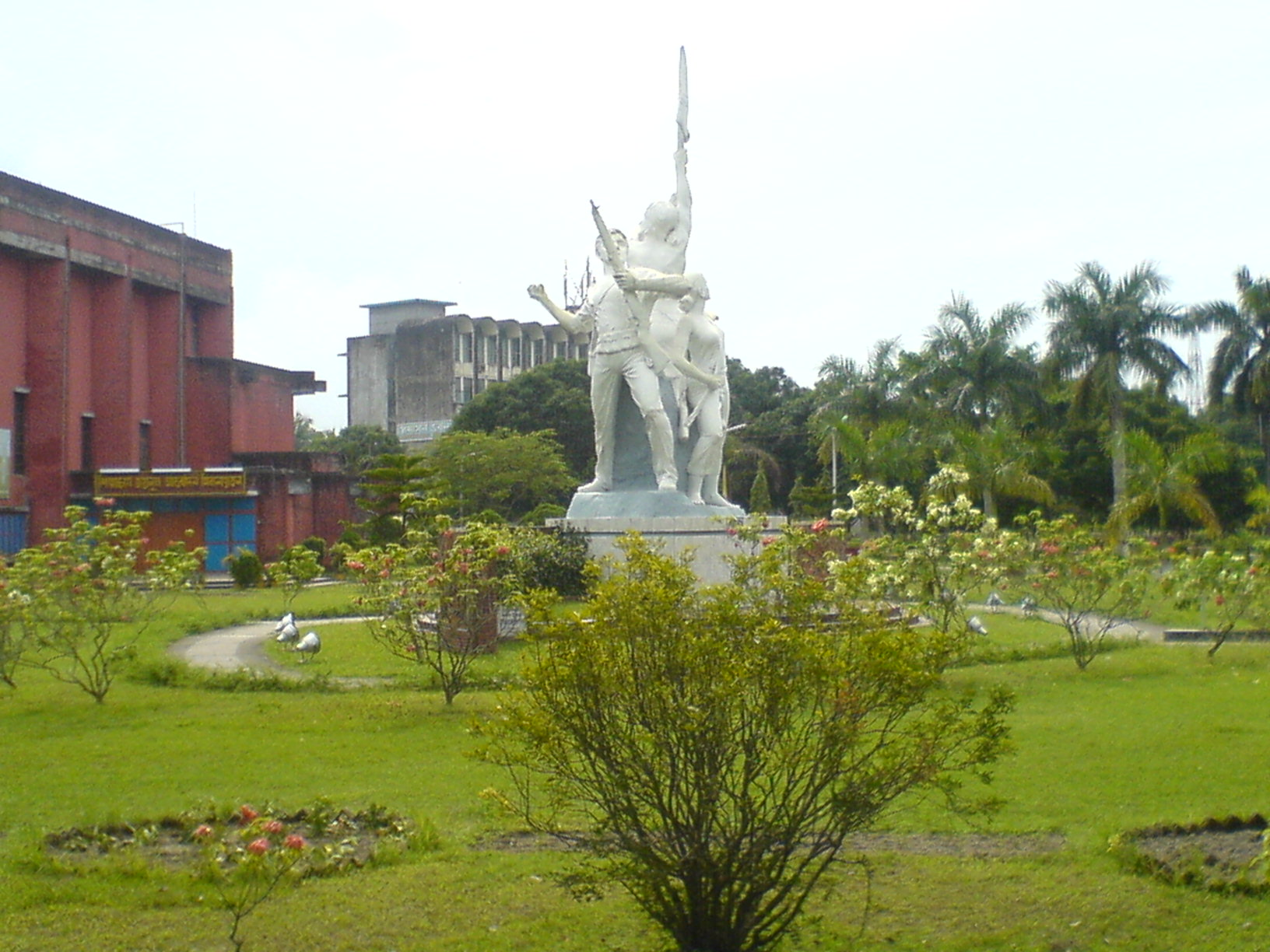
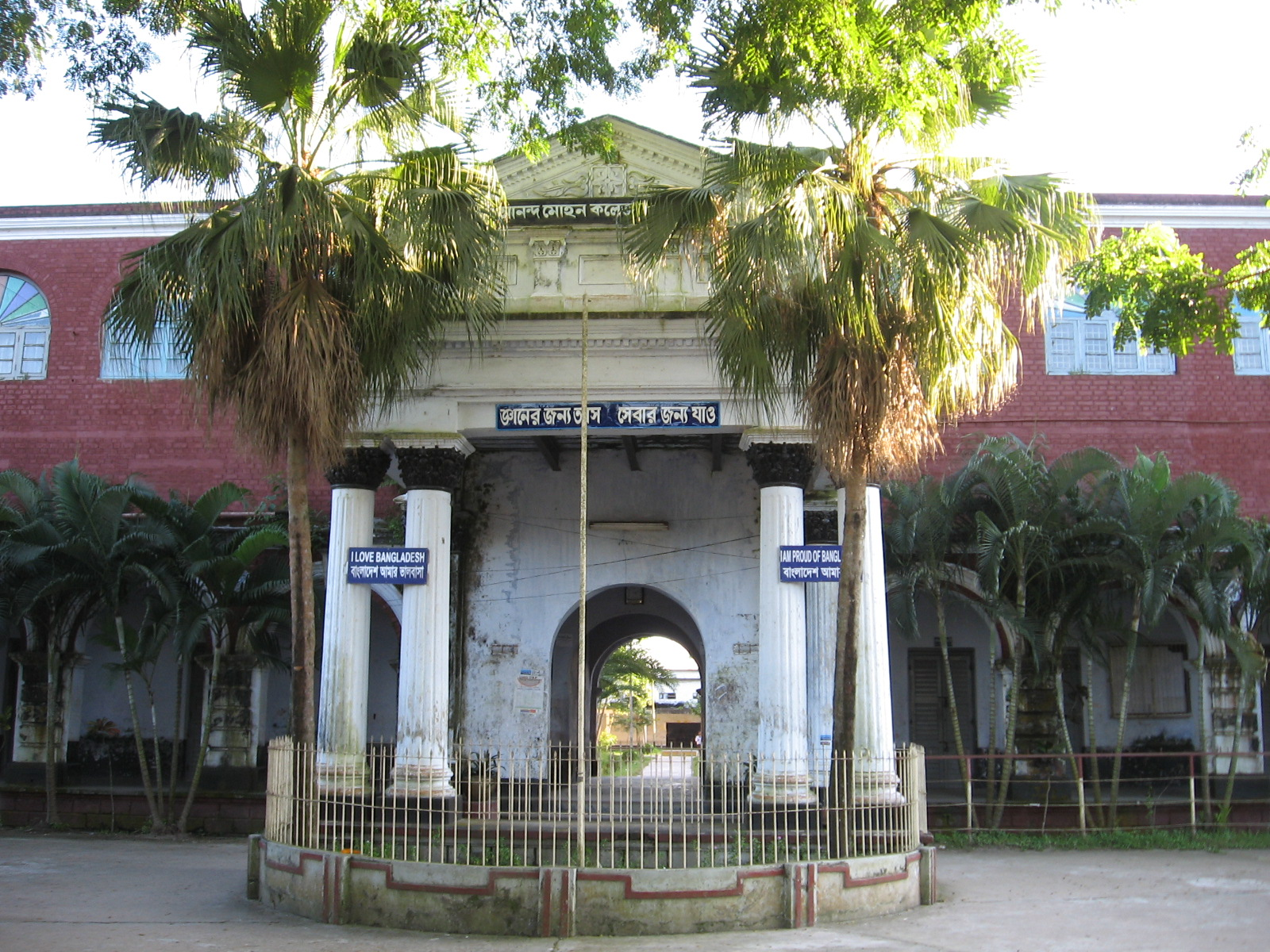
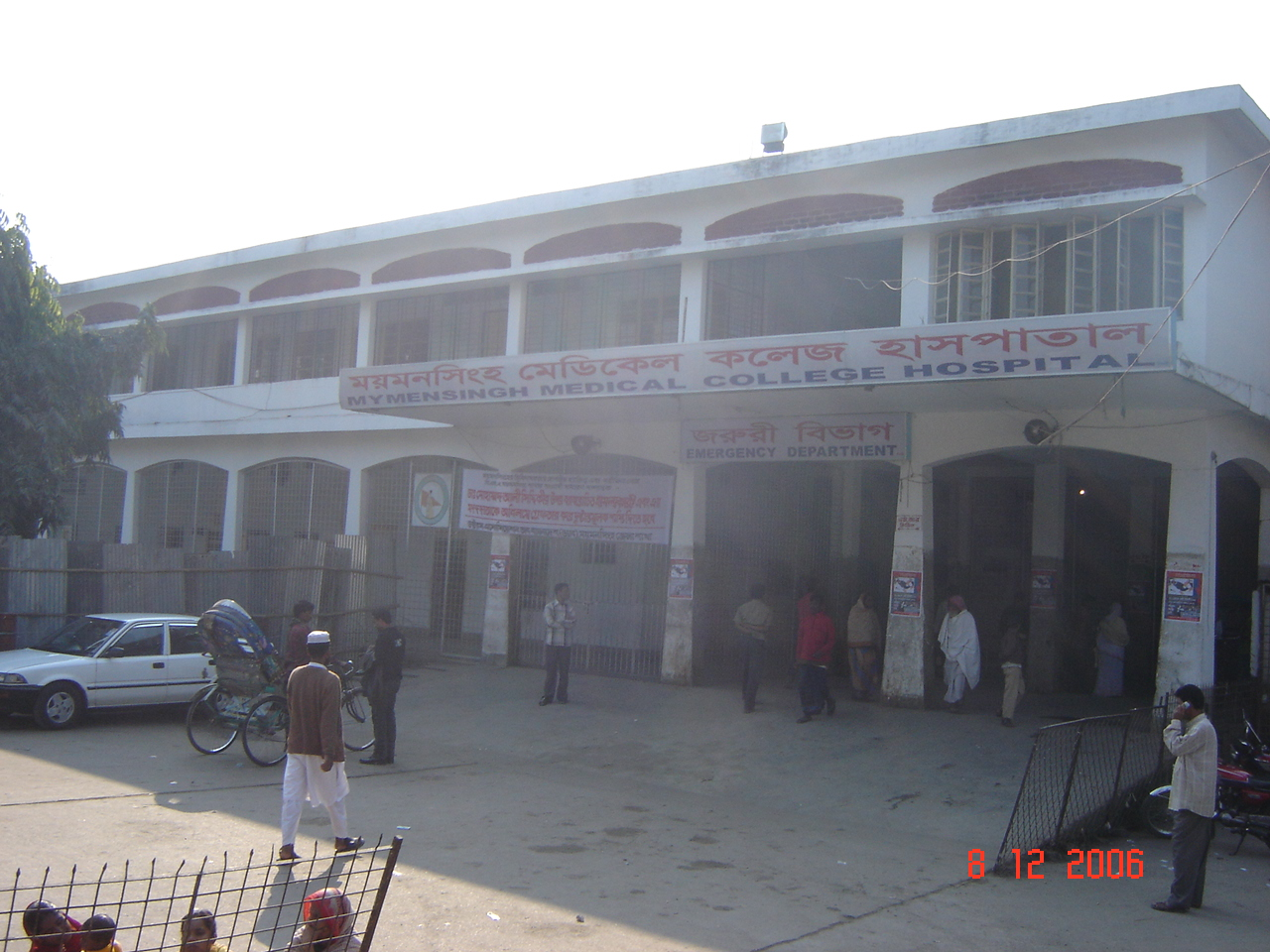
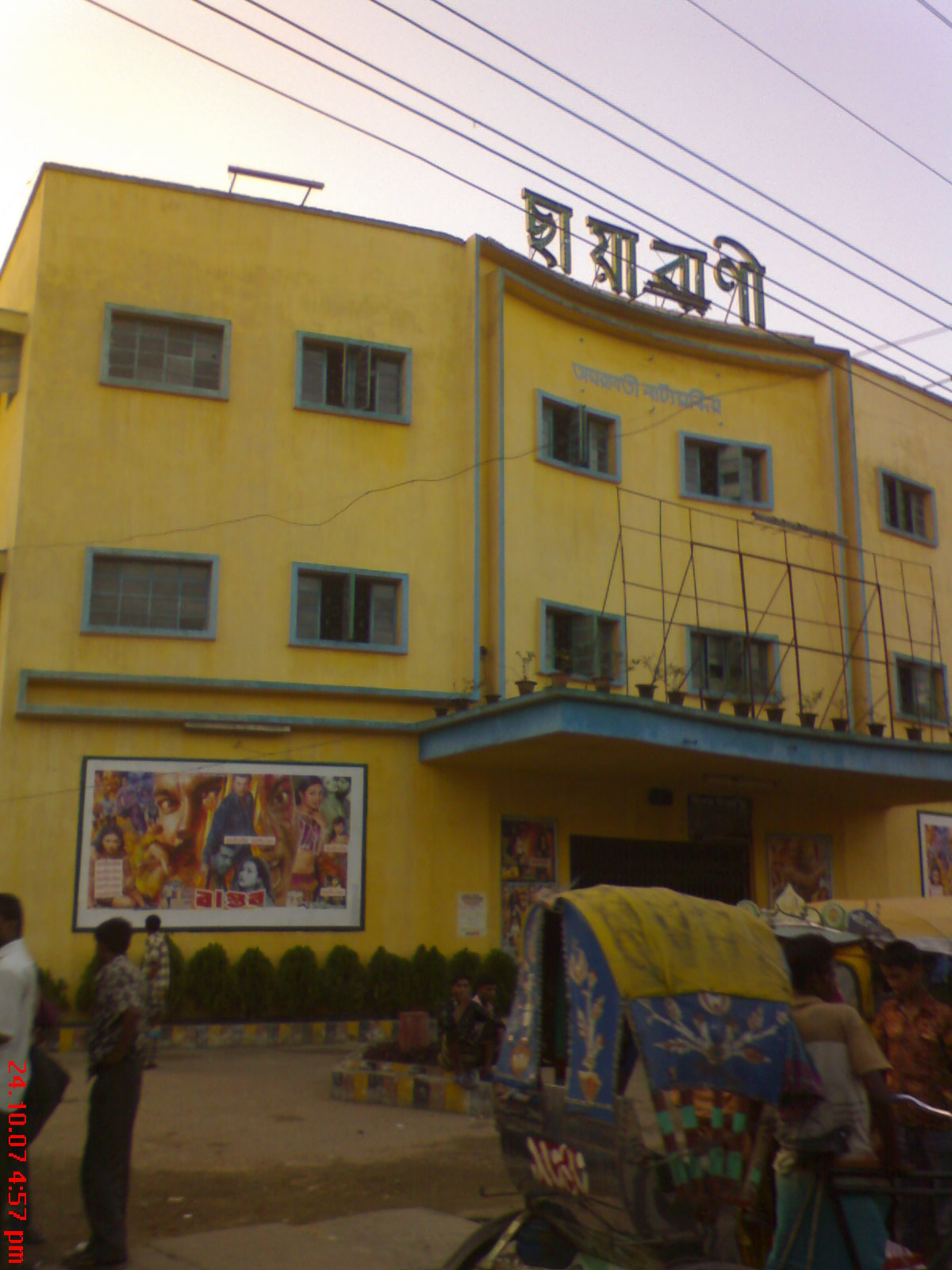
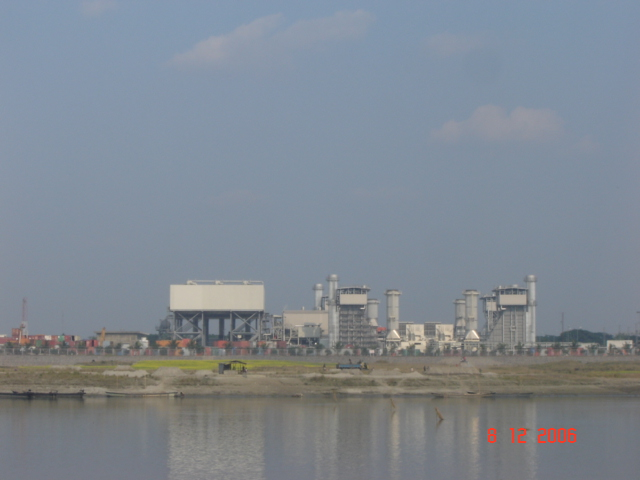
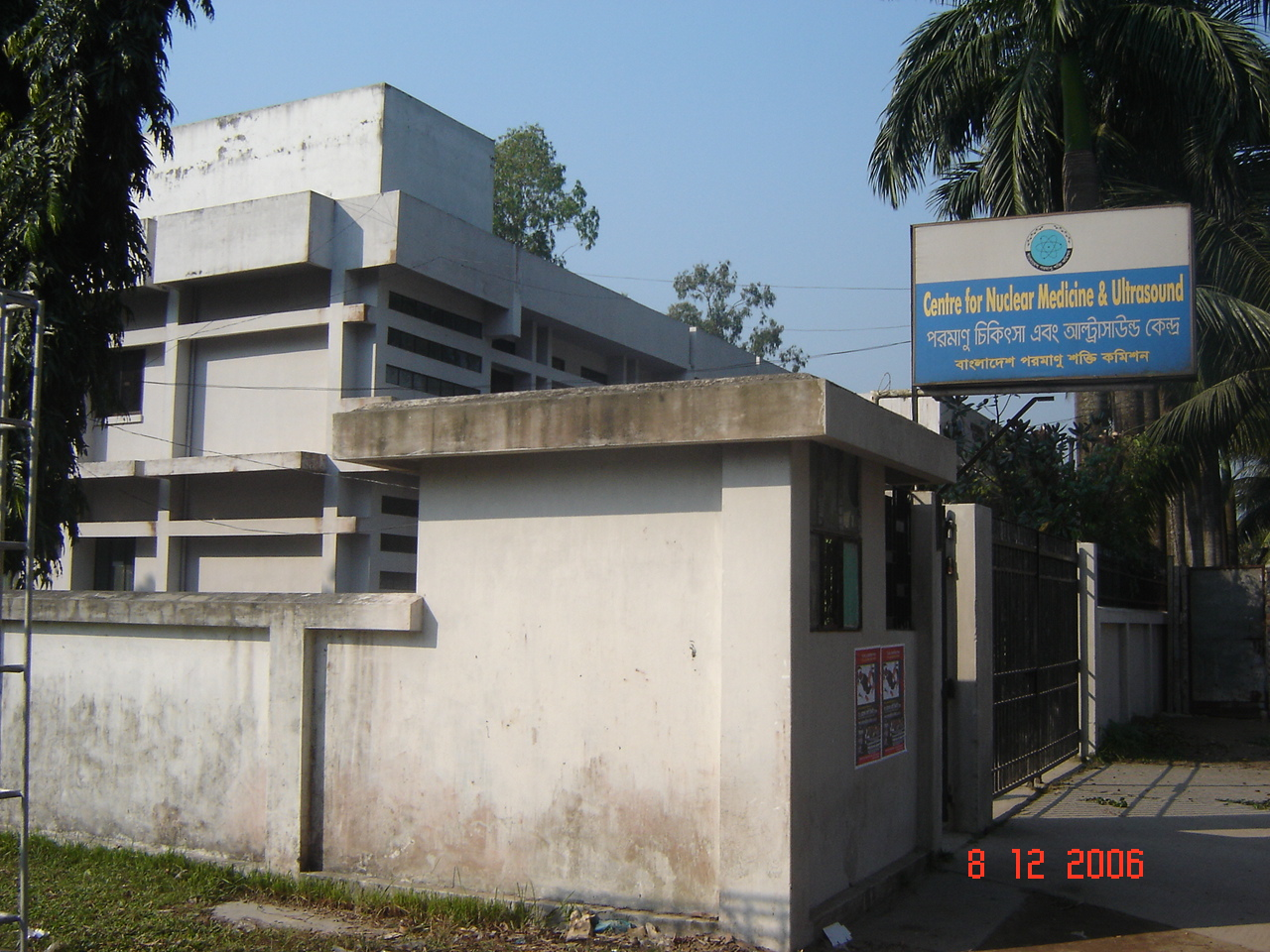
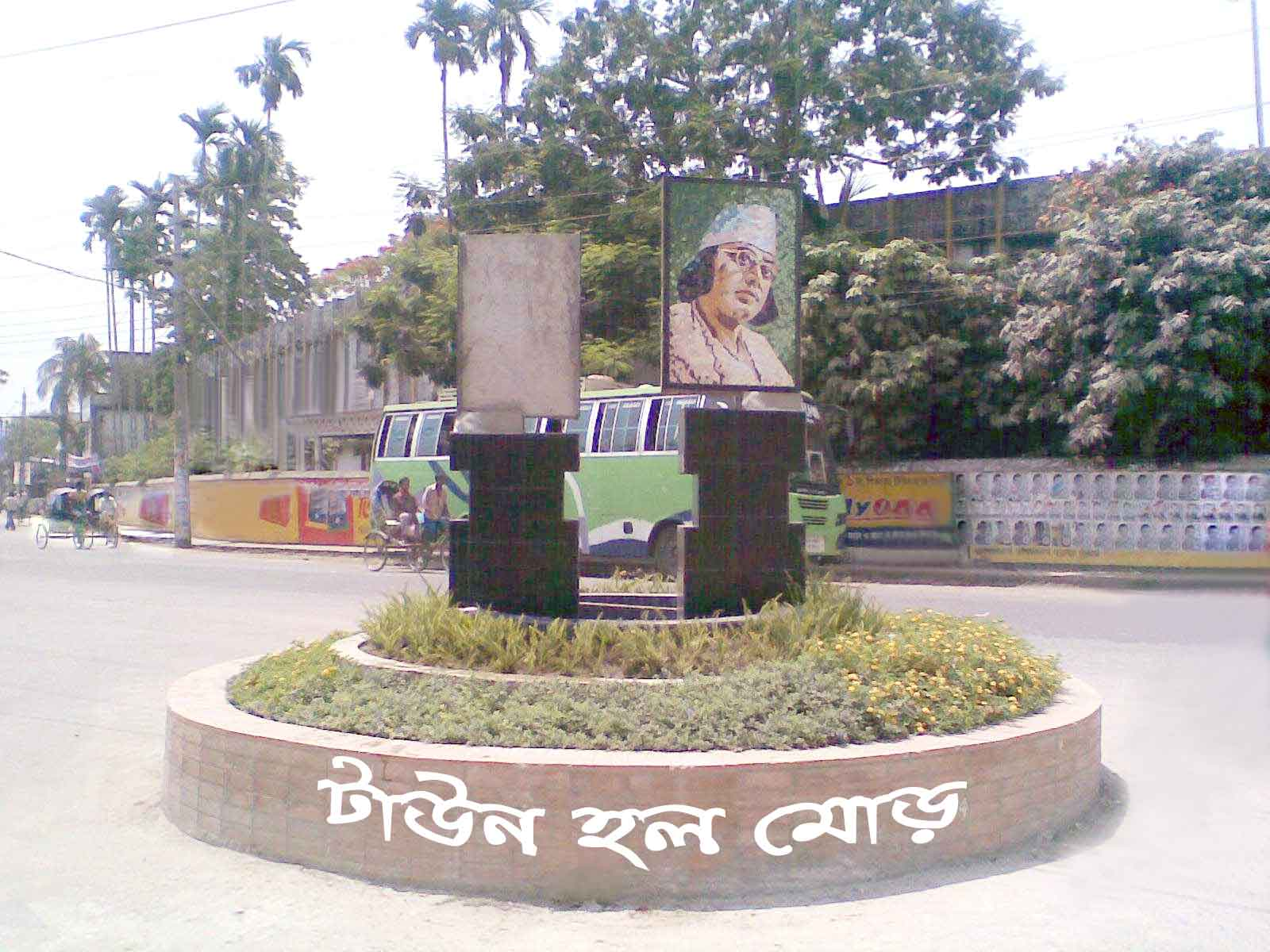